# Egmont (bier)
Egmont, Zottegemse Tripel, is een Belgisch bier van hoge gisting.
Het bier wordt gebrouwen in Brouwerij Strubbe te Ichtegem in opdracht en naar recept van brouwerij Crombé. Het bier werd vanaf 1987 tot 1999 (sluiting van de brouwerij) bij brouwerij Crombé zelf te Zottegem gebrouwen.
Het is een amberkleurig bier, type tripel, met een alcoholpercentage van 7%. Het bier werd vernoemd naar Lamoraal van Egmont.